# Rory McGreal
Rory McGreal es titular de la cátedra de la Comunidad de Aprendizaje de la UNESCO sobre Recursos Educativos Abiertos. Él es profesor en el Centro de Educación a Distancia en la Universidad de Athabasca - La Universidad Abierta de Canadá en Alberta, Canadá. También es el director del Instituto de Investigación del Conocimiento mediado por Tecnología (Technology Enhanced Knowledge Research Institute – TEKRI). Y es coeditor de la Revista Internacional de Investigación en Aprendizaje Abierto y a Distancia (International Review of Research in Open and Distance Learning (IRRODL), y fundador de la Nube de Conocimiento REA –Recursos Educativos Abiertos (OER Knowledge Cloud). Anteriormente, se desempeñó como vicepresidente asociado de investigación.

## Formación
Estudió su doctorado (Tecnologías Computacionales en Educación) a distancia con Internet en la Escuela de Graduados de Computación y Ciencias de la Información (Graduate School of Computer and Information Science) de la Universidad de Nova Southeastern (Nova Southeastern University). Él estudio la implementación y gestión de los sistemas de educación a distancia y las redes desde las perspectivas de las políticas tecnológica y pedagógica. Sus intereses de investigación actuales incluyen el uso de los recursos educativos abiertos y los estándares del aprendizaje asistido por la tecnología, particularmente en el desarrollo y aplicación de los objetos de aprendizaje. También está investigando cómo éstos serían aplicados y formateados en los dispositivos móviles para el m-learning (aprendizaje móvil).

## Trayectoria
Fue el director ejecutivo de Tele Educación (NB TéléÉducation), una red provincial bilingüe (francés-inglés) de aprendizaje a distancia. En esta posición, el equipo de Rory McGreal implementó el primer sitio web de educación a distancia del mundo, un sistema de gestión del aprendizaje y el TeleCampus, una base de datos de metadatos de objetos de aprendizaje integral de cursos en línea. Por estos y otros logros, se le dio el premio Wedemever para los profesionales de la Educación a Distancia en 2002. Antes de eso, fue supervisor de Contact North/Contact Nord, una red de educación a distancia bilingüe en el norte de Ontario, donde su equipo implementó sitios de aprendizaje a distancia en más de cien centros comunitarios, escuelas, centros aborígenes, y otras instituciones en la inmensidad remota del norte de Ontario. También ha trabajado en el extranjero, en el Medio Oriente, en las Seychelles (Océano Índico) y en Europa en distintas funciones, como maestro, como coordinador de formación tecnológica para Inglés como Segunda Lengua, como diseñador instruccional, como coordinador de laboratorio de lengua y computación y como asesor educativo.
El profesor McGreal trabajó en el Comité Consultivo Canadiense de Información Federal de Carreteras, en el Consejo de la Red de Investigación de Aprendizaje a Distancia de los Centros de Excelencia, en la Comunidad del Grupo de Gestión del Conocimiento del Aprendizaje y en el Comité Directivo de la Educación para CANARIE, la red de investigación de banda ancha de Canadá. A nivel internacional, ha trabajado como miembro del Consejo Asesor Mundial del Observatorio de Educación Superior sin Fronteras. Actualmente, él es un representante de la Comisión Canadiense para la UNESCO, y en el Consejo Asesor de la Universidad Virtual de Canadá . También es director de la Fundación REA, y un miembro del Grupo Asesor del Centro de Educación a Distancia en Australia. Él es miembro del consejo editorial o un revisor para varias publicaciones académicas. Ha sido un invitado fundamental en más de cincuenta conferencias canadienses e internacionales.